# Béatrix de Rochefide
La marquise Béatrix-Maximilienne-Rose de Rochefide est un personnage de La Comédie humaine d’Honoré de Balzac. Née en 1808, fille du marquis de Castéran, elle épouse à l'âge de vingt ans le marquis de Rochefide qu’elle trompe très rapidement. Elle apparaît pour la première fois dans Sarrasine en 1830, dans l’hôtel de Lanty, accompagnée d’un personnage anonyme.
Sa jeunesse et son mariage complexe sont évoqués par Melchior de Canalis dans Modeste Mignon. La comparaison n’est pas à son avantage : elle est jalouse du salon parisien de Félicité des Touches. La marquise d’Espard la considère comme une petite sotte cherchant à « singer la vicomtesse de Beauséant », et Maxime de Trailles, qu’elle a refusé de recevoir, la définit comme « une marquise d’Espard sans profondeur politique ».
Son rôle principal est dans le roman éponyme, Béatrix, où sont retracées ses amours tumultueuses. Elle change d’amant comme de chemise, elle se plaît à voler les amants des autres. Félicien Marceau la qualifie de « pie voleuse ».
Elle appartient à cette catégorie de coquettes frivoles qu’une secousse peut émouvoir. Comme Antoinette de Langeais avait été séduite par la violence du général de Montriveau, Béatrix sera séduite par le geste désespéré de Calyste du Guénic qui tente de la tuer en la poussant d'une falaise.
Mais Béatrix n’a pas la profondeur d'une Langeais. Elle a surtout le désir de nuire et de saccager, ce qui la rendra laide en fin de vie « osseuse, filandreuse », et vaincue par la famille de Grandlieu qui la pousse dans les bras du comte de la Palférine.
- En 1830, dans Sarrasine (paru en 1831), dans l’hôtel de Lanty où elle a été amenée par un accompagnateur inconnu, elle demande l’explication de l’étrange tableau L'Adonis de Joseph-Marie Vien. Lorsqu'on lui raconte l’histoire de Zambinella, elle prend le petit vieillard (un castrat anciennement nommé Zambinella), que la famille de Lanty entoure de mille soins, pour un revenant. Bouleversée par le récit, elle renvoie son narrateur.
- En 1831, dans Autre étude de femme (écrit entre 1831 et 1842), elle appartient au meilleur monde du faubourg Saint-Germain et elle envisage de devenir à son tour une des « reines de Paris ». Elle est présente au fameux « raout » de Félicité des Touches.
- De 1831 à 1833, dans Béatrix (écrit entre 1831 et 1842), elle fait la connaissance du compositeur-ténor Gennaro Conti avec lequel elle s’enfuit en Italie. On apprend son escapade lorsqu’elle informe Félicité de son retour et de son arrivée au manoir des Touches où son amie lui présente Calyste du Guénic. Béatrix comprend tout de suite que Félicité est amoureuse du jeune homme, elle se fait un plaisir de le séduire pour le lui « arracher ». Mais comme, dans un premier temps, elle se refuse à lui, Calyste tente de la jeter à la mer du haut d'une falaise et de se noyer avec elle. Sauvée de justesse par un arbuste qui arrête sa chute, elle est tout d'un coup enchantée par ce geste violent et par le désespoir de Calyste. Mais Conti revient la chercher et elle quitte Guérande avec son amant.
- En 1840, dans Béatrix, Calyste du Guénic, maintenant marié à Sabine de Grandlieu, lui rend visite dans sa loge au théâtre des Variétés où elle se trouve en compagnie de Raoul Nathan et Canalis. Elle devient la maîtresse de Calyste essentiellement pour nuire à la femme du jeune homme à laquelle elle fait savoir l’infidélité de son mari.
- En 1841, dans Un prince de la bohème (paru en 1844), Raoul Nathan lui présente le comte Charles-Édouard Rusticoli de La Palférine, dont elle devient la maîtresse, poussée en cela par les Grandlieu qui se plaisent à la ridiculiser. Mais Béatrix se lasse vite de sa nouvelle conquête. À cette époque, elle a vieilli, perdu son charme, et elle retourne piteusement auprès de son mari le marquis de Rochefide, qui fait partie de ces « maris inexistants » comme le comte Hugret de Sérisy, ou Paul de Manerville.

Elle apparaît aussi dans :
- Modeste Mignon (écrit en 1844), évoquée par Melchior de Canalis.
- Les Secrets de la princesse de Cadignan (paru en 1839), évoquée par la marquise d'Espard.
- Une fille d'Ève (paru en 1839), évoquée par Melchior de Canalis.
- La Maison Nucingen (paru en 1838), évoquée par Jean-Jacques Bixiou.